# Leonard Dupee White
Leonard Dupee White (Acton, 17 gennaio 1891 – Chicago, 23 febbraio 1958) è stato uno storico statunitense, "autorevole esperto" del campo della pubblica amministrazione negli Stati Uniti.
Dal 1943 al 1944 è stato Presidente della American Political Science Association.

## Biografia
Nacque in Massachusetts da John Sidney White e Bertha H. Dupee. Ottenne il suo baccalaureato presso il Dartmouth College di Hanover, nel New Hampshire, nel 1914, seguito poi dal Master nel 1915, dopo di che insegnò nello stesso college per qualche anno. Ottenne il dottorato presso l'Università di Chicago nel 1921.
Nel 1934 si trasferì a Washington per lavorare presso la U.S. Civil Service Commission e il Central Statistics Board. Morì a Chicago nel 1958.

## Riconoscimenti
Nel 1955 ricevette il Premio Bancroft per l'opera The Jacksonians e nel 1959 ricevette, insieme allo storico Jean Schneider, il Premio Pulitzer per la storia per The Republican Era, 1869-1901.

## Opere
- The Federalists: A Study in Administrative History 1789-1801 (1948)
- The Jeffersonians: A Study in Administrative History 1801-1829 (1951)
- The Jacksonians Era: A Study in Administrative History 1829-1861 (1954)
- The Republican Era, 1869-1901: A Study in Administrative History (1958)
- Introduction to the Study of Public Administration